# 田中哲弥
田中 哲弥 （たなか てつや、1963年1月27日 -）は、日本の作家。兵庫県神戸市生まれ。兵庫県立明石南高等学校、関西学院大学文学部卒業。血液型はA型。
1984年に『朝ごはんが食べたい』で星新一ショートショート・コンテスト優秀賞受賞。その後、吉本興業の台本作家を経て、1993年に『大久保町の決闘』でデビュー。ギャグセンスの秀逸さと意識の流れを生かした文体によって、一部で人気を誇る。2022年に『オイモはときどきいなくなる』で第62回日本児童文学者協会賞受賞。
同じく作家の小林泰三、田中啓文、牧野修と合わせて「まんがカルテット」と呼ばれる。ミステリー作家の我孫子武丸を加え、「まんがクインテット」と呼ばれることもある。
宇宙作家クラブ会員、日本推理作家協会会員。日本SF作家クラブ会員だったが、2023年4月現在は、会員名簿に名前がない。

## 作品リスト

### 長編
- 大久保町三部作
  - 『大久保町の決闘』『大久保町は燃えているか』『さらば愛しき大久保町』の三作からなる。詳細はリンク先参照。
- 鈴狐騒動変化城（福音館書店 2014年10月）
- オイモはときどきいなくなる（福音館書店 2021年7月）

### 短編集
- やみなべの陰謀（電撃文庫 1999年1月25日 ISBN 978-4073107811）
  - のちにハヤカワ文庫から再刊。2006年4月 ISBN 978-4150308452
  - 「千両箱とアロハシャツ」「ラプソディー・イン・ブルー」「秘剣神隠し」「マイ・ブルー・ヘヴン」「千両は続くよどこまでも」収録。
- ミッションスクール（ハヤカワ文庫 2006年5月 ISBN 978-4150308506）
  - 表題作の他に「ポルターガイスト」[3]「ステイショナリー・クエスト」[4]「フォクシーガール」[5]「スクーリング・インフェルノ」収録。
- 猿駅／初恋（早川書房〈想像力の文学〉 2009年3月 ISBN 978-4152090133）
  - 「猿駅」「初恋」「遠き鼻血の果て」「ユカ」「か」「雨」「ハイマール祭」「げろめさん」「羊山羊」「猿はあけぼの」収録。
- サゴケヒ族民謡の主題による変奏曲（講談社BOX 2010年10月 ISBN 978-4062837569）
  - 「サゴケヒ族民謡の主題による変奏曲」[6]「夜なのに」「夕暮れの音楽室」「坂の中の坂」「おさと」「はかない願い」「隣人」「従姉の森」

### 短編
- 朝ごはんが食べたい（ショートショートの広場2に収録。講談社文庫 1989年2月15日 ISBN 978-4061843912）
- ユカ（ホシ計画に収録。廣済堂文庫 1998年12月 ISBN 978-4331607183）
- 大阪ヌル計画（ホシ計画に収録。）
  - のちに日本SFの臨界点［怪奇篇］ ちまみれ家族に収録。ハヤカワ文庫JA 2020年7月 ISBN 978-4150314415
- 猿駅（異形コレクション11に収録。廣済堂文庫 1999年6月 ISBN 978-4331607626）
- 初恋（異形コレクション12に収録。廣済堂文庫 1999年8月 ISBN 978-4331607756）
- はかない願い（憑き者に収録。アスペクト 2000年4月14日 ISBN 978-4757207653）
- 遠き鼻血の果て（血の12幻想に収録。エニックス 2000年5月19日 ISBN 978-4757502383）
  - のちに講談社文庫 2002年4月 ISBN 978-4062734110
- げろめさん（夢魔に収録。光文社 2001年6月 ISBN 978-4334731700）
- か（蚊コレクションに収録。電撃文庫 2002年1月 ISBN 978-4840220637）
- 病の果て（ハナシをノベル!!に収録。講談社 2007年11月13日 ISBN 978-4062143967）
- 夕暮れの音楽室（ひとにぎりの異形に収録。光文社 2007年12月6日 ISBN 978-4334743550）

### 書籍未収録の短編など
- 恩返し（SFマガジン 2002年4月号）
- バッファローじいさん（SF Japan Vol.05 徳間書店 2002年8月 ISBN 978-4197202140）
- タイヤキ（遊歩人 2003年10月号）

### エッセイ
- 田中哲弥のうろたえない日々（電撃hp Vol.2 アスキー・メディアワークス 1999年3月から連載）
- よくわからない叙情（SF Japan Millenium 01 徳間書店 2000年11月 ISBN 978-4197201310）

### 翻訳
- 悪魔の国からこっちに丁稚（上下巻。L・スプレイグ・ディ＝キャンプ原作作品の超訳。電撃文庫 1997年4月25日）
  - 上巻 ISBN 978-4073060642
  - 下巻 ISBN 978-4073060703